# Rutledge (Minnesota)
Rutledge é uma cidade localizada no estado americano de Minnesota, no Condado de Pine.

## Demografia
Segundo o censo americano de 2000, a sua população era de 196 habitantes.
Em 2006, foi estimada uma população de 200, um aumento de 4 (2.0%).

## Geografia
De acordo com o United States Census Bureau tem uma área de
7,8 km², dos quais 7,6 km² cobertos por terra e 0,2 km² cobertos por água.

## Localidades na vizinhança
O diagrama seguinte representa as localidades num raio de 16 km ao redor de Rutledge.